# Fragaria
Ne doit pas être confondu avec Fraisier.
Genre
Classification phylogénétique
Fragaria est un genre de plantes à fleurs de la famille des Rosaceae. C'est le nom générique des fraisiers.
Ce sont des herbacées, tendant à se lignifier, non épineuses, à calice doublé d'un calicule, ayant un faux-fruit charnu, qu'on appelle fraise. Dotées d'un rhizome, elles développent deux sortes de tiges feuillées : le cœur, tige à entre-nœuds très courts issue du bourgeon terminal et le stolon, tige rampante aux deux premiers entre-nœuds très longs.
Parmi les espèces, citons Fragaria vesca, le fraisier des bois dont les petites fraises sont réputées pour leur saveur et l'hybride Fragaria ×ananassa duquel sont issus la plupart des fraisiers cultivés.

## Description
Les espèces adoptent différents ports : 
- les feuilles sont poilues et soyeuses sur les deux faces, le calice est relevé et plaqué contre le fruit, la tige dépasse peu les feuilles. C'est le cas du fraisier vert, Fragaria viridis.

- les feuilles ne sont pas soyeuses sur le dessus, le calice n'est pas relevé contre le fruit
  - la tige dépasse peu les feuilles, comme pour le fraisier des bois, Fragaria vesca.
  - la tige dépasse les feuilles, comme pour le fraisier musqué, Fragaria moschata.

## Liste d'espèces

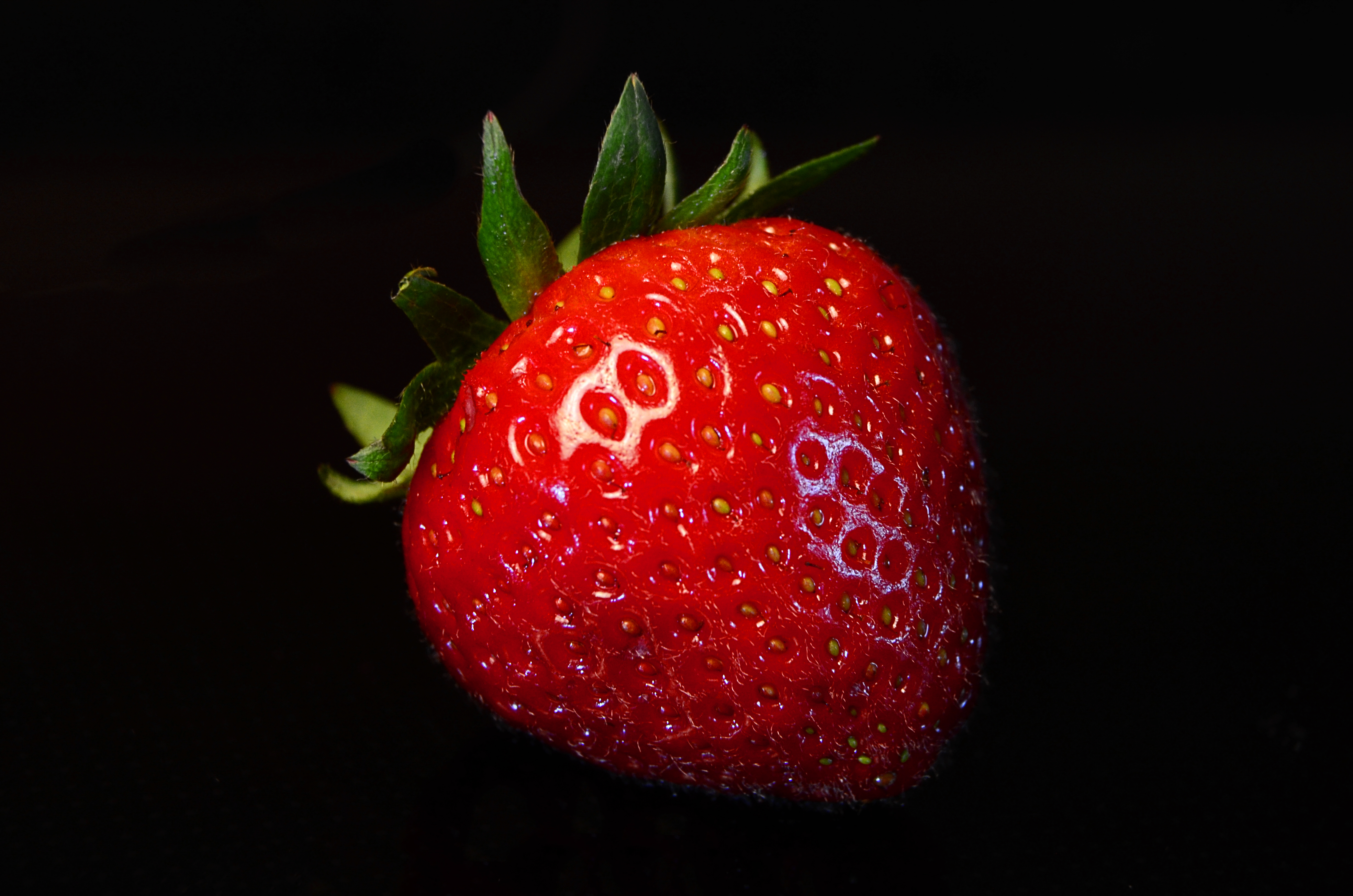
Fragaria × ananassa.

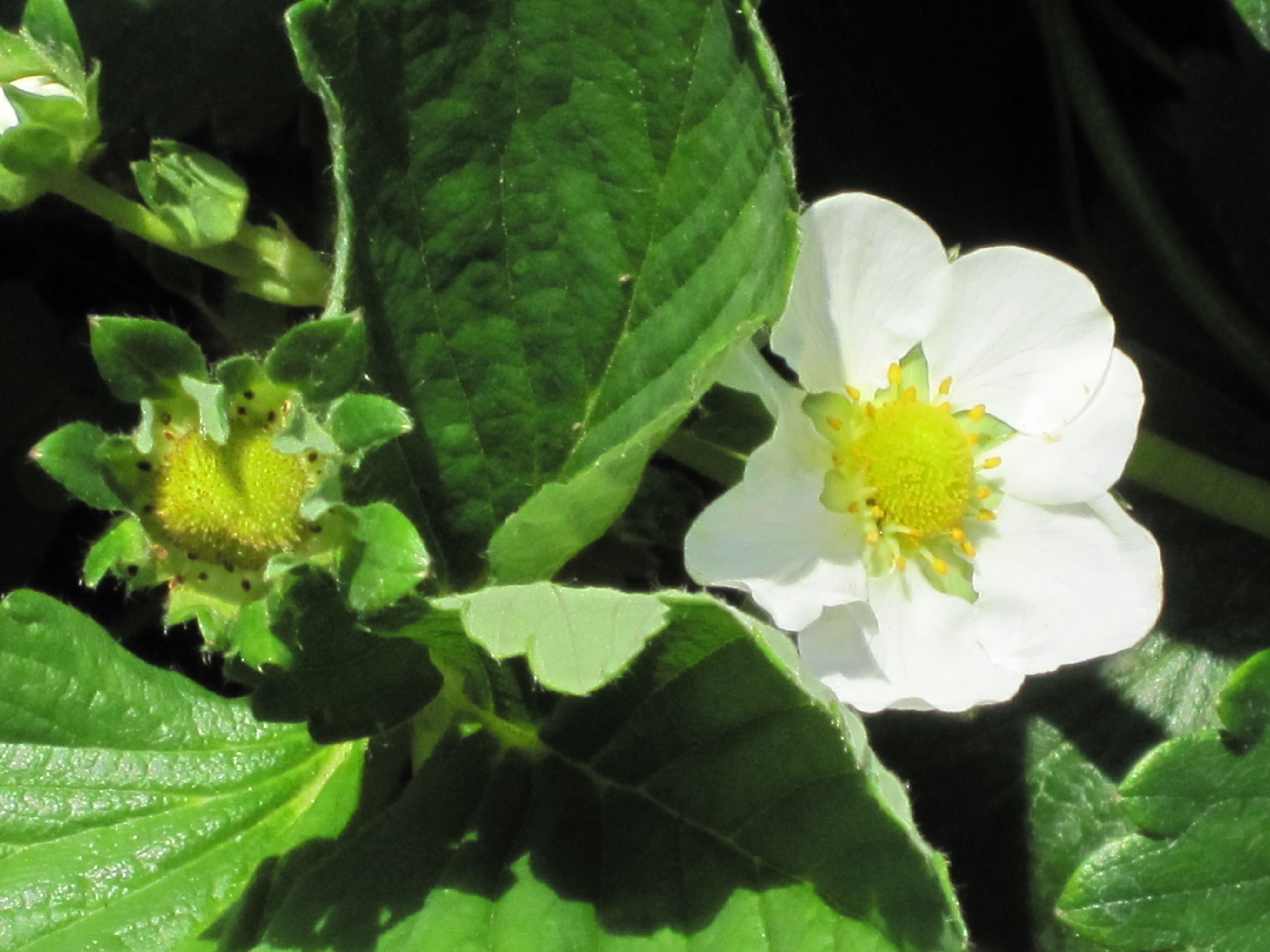
Une fleur de fraisier.

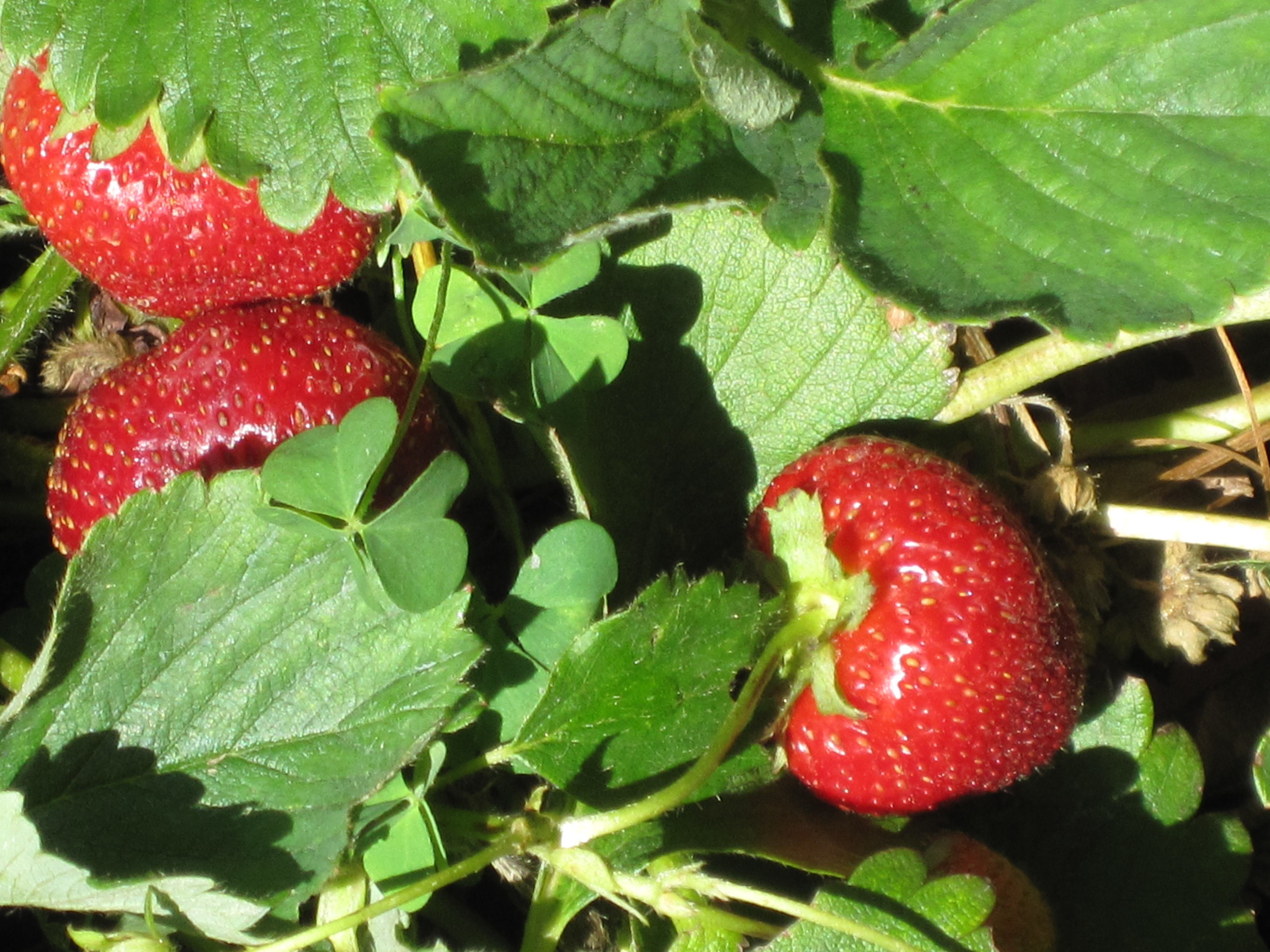
Les fruits.

Les Fragaria ont un nombre chromosomique de base n=7.
- Diploïdes (2n=2x=14)
  - Fragaria bucharica Losinsk. - Himalayas ouest - Autostérile. Très semblable à Fragaria nubicola mais stolons sympodiaux
    - subsp. bucharica
    - subsp. darvasica

  - Fragaria chinensis Losinsk. - Peut-être ancêtre de Fragaria corymbosa et moupinensis
  - Fragaria daltoniana J.Gay - Himalayas (3 000-5 000 m) - Autofertile, fruit blanc, rose ou rouge brillant sans saveur. Stolons sympodiaux
  - Fragaria gracilis Losinsk. - Chine nord - Autostérile
  - Fragaria hayatae Makino - Taiwan - Fruit rose à rouge avec la pulpe blanc-crème. Toutes les parties de la plante y compris les fruits sont très riches en anthocyane. Parfois vu comme une sous-espèce de nilgerrensis
  - Fragaria iinumae Makino - Côtes ouest de Hokkaido et Honshu - Autofertile, fruit moyennement parfumé, très résistant au froid. Plusieurs caractères exceptionnels dans le genre : feuilles très glauques, fleurs avec 6 à 9 pétales, feuilles disparaissant en hiver. Peut-être ancêtre des octoploïdes américains particulièrement virginiana. Certaines études le donnent comme le taxon le plus ancien des diploïdes. Stolons sympodiaux
  - Fragaria mandschurica Staudt - est du Baïkal jusqu'en Mongolie, Chine, Corée - Hermaphrodite autostérile. Fruit très acide. Peut-être ancêtre de Fragaria orientalis. Stolons sympodiaux
  - Fragaria nilgerrensis Schltdl. ex J.Gay - Asie sud et sud-est - Autofertile, fruit rose sans saveur voire déplaisant, très résistant aux maladies foliaires et aux aphides. Peut-être ancêtre de moupinensis
    - var. mairei (H. Lév.) Hand.-Mazz.
    - var. nilgerrensis - Asie sud-est tropical - Fruit blanc crème

  - Fragaria nipponica Makino - Façade est du Japon, des iles Kouriles et de Sakhaline - Autostérile, très résistant au froid
    - subsp. chejuensis Staudt & Olbricht - ile de Cheju-do
    - subsp. nipponica H.Hara - Honshu, Hokkaido, Sakhaline, Kouriles - Autofertile, fruit à saveur déplaisante. Très proche de Fragaria moschata
    - subsp. yakusimensis (Masam.) Staudt & Olbricht - ile de Yakushima - Cultivée au Japon pour ses fruits

  - Fragaria nubicola (Hook.f.) Lindl. ex Lacaita - Himalaya flanc sud (1 500-4 000 m)- Autostérile. Forme des folioles supplémentaires avec l'âge. Fruit semblable à Fragaria vesca sinon très semblable à Fragaria bucharica mais stolons monopodiaux
  - Fragaria pentaphylla Losinsk. - Chine nord - Autostérile, fruit rouge brillant peu parfumé, résiste aux maladies foliaires. Proche et peut-être ancêtre de tibetica. Présente des folioles supplémentaires. Stolons monopodiaux
    - f. alba Staudt & Dickoré - gorge du Tsangpo au Tibet - Fruit blanc.

  - Fragaria vesca L. - Fraisier des bois. Hémisphère nord - Hermaphrodite autofertile, fruit rouge brillant très parfumé, résistant aux maladies, très résistant au froid, adaptation climatique à la chaleur et à la sécheresse. Serait le taxon le plus différencié des Fragaria. Stolons sympodiaux
    - subsp. americana (Porter) Staudt - Amérique du Nord - Plus petite que les autres sous-espèces
    - subsp. bracteata (A. Heller) Staudt - Sud et ouest des États-Unis - Gynodioïque. Fleurs plus grandes que les autres sous-espècesFraisier, 1911, Henri Bergé, Musée de l'École de Nancy.
      - f. albida Staudt

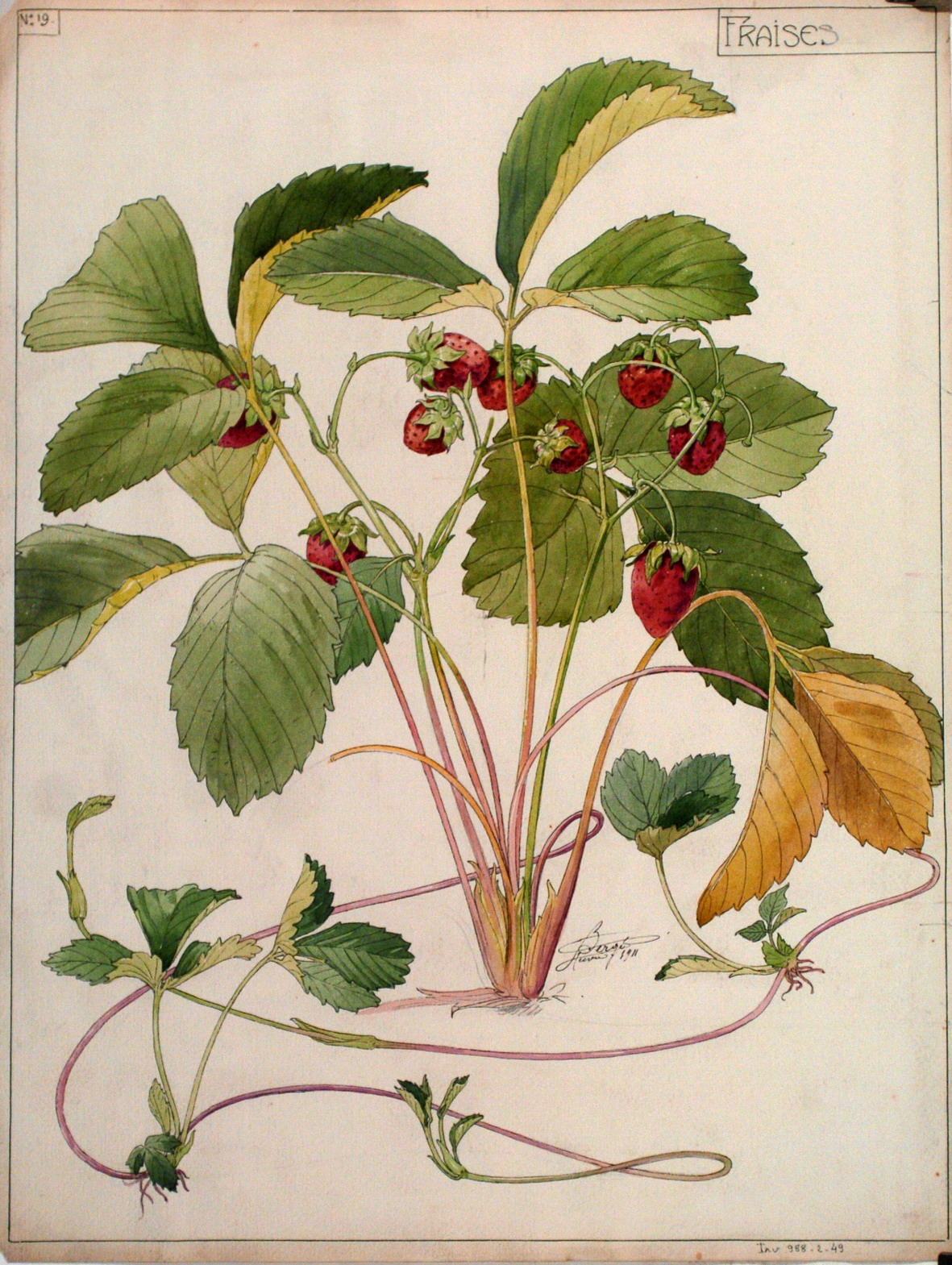
Fraisier, 1911, Henri Bergé, Musée de l'École de Nancy.

      - f. bracteata (A. Heller) Staudt - parfois gynodioïque
      - f. helleri (Holz.) Staudt

    - subsp. californica (Cham. & Schltdl.) Staudt - États-Unis côte pacifique sud - Folioles plus rondes et plus dentelées. Peu résistante au froid
    - subsp. vesca - Eurasie
      - f. alba (Ehrh.) Staudt
      - f. roseiflora (Boulay) Staudt - Fleurs roses génétiquement dominantes sur le caractère à fleurs blanches
      - f. semperflorens  (Duchesne) Staudt - Fruits très parfumés, forme cultivée à floraison continue tant que la température le permet.
      - f. vesca

  - Fragaria viridis Weston - Fraisier vert. Europe, Asie centrale - Dioïque. Une des rares espèces naturelles fleurissant deux fois par an. Fruit ne se détachant pas du calice très petit et acide mais aromatique, extérieur rouge, centre vert-jaune. Originaire des Alpes puis répandu ensuite en Europe et Asie. Il est thermoxerocalcicole : tolérant aux sols alcalins, à la sécheresse et à la chaleur et il est aussi résistant aux maladies foliaires. Stolons monopodiaux
    - subsp. campestris (Steven) Pawl.
    - subsp. viridis

- Diploïdes hybrides
  - Fragaria ×hagenbachiana Láng ex W. D. J. Koch (syn. Fragaria ×bifera Duchesne)- Fragaria vesca × viridis. Europe - Calcicole. Hybride naturel spontané parfois triploïde avec deux génomes de viridis et un de vesca. Un hybride fut cultivé jusque vers 1850 mais a maintenant probablement disparu. Caractères intermédiaires entre les parents. L'hybride inverse Fragaria viridis × vesca serait stérile.
  - Fragaria bucharica - (mandschurica, vesca, viridis) - Caractéristique de bucharica dominante dans les deux sens d'hybridation
  - Fragaria bucharica × nipponica - Plante naine
  - Fragaria daltoniana × (iinumae, nilgerrensis, nipponica) - Morphologie intermédiaire entre les parents
  - Fragaria nilgerrensis × viridis - Le seul hybride de nilgerrensis avec un autre diploïde ayant un développement normal mais sans fleurs
  - Fragaria nubicola × vesca - Stérile
  - Fragaria vesca f. alba × Fragaria virginiana - obtenu par E. M. East à l'université d'Harvard dans les années 1920-1930. Parfois triploïde (2n = 21)
  - Fragaria vesca subsp. californica × subsp. bracteata - Hybride naturel
  - Fragaria vesca × nilgerrensis - Hybride à petit développement
  - Fragaria vesca × nubicola

- Triploïdes hybrides (2n=3x=21)
  - voir Fragaria vesca f. alba × Fragaria virginiana dans les hybrides diploïdes

- Tétraploïdes (2n=4x=28)

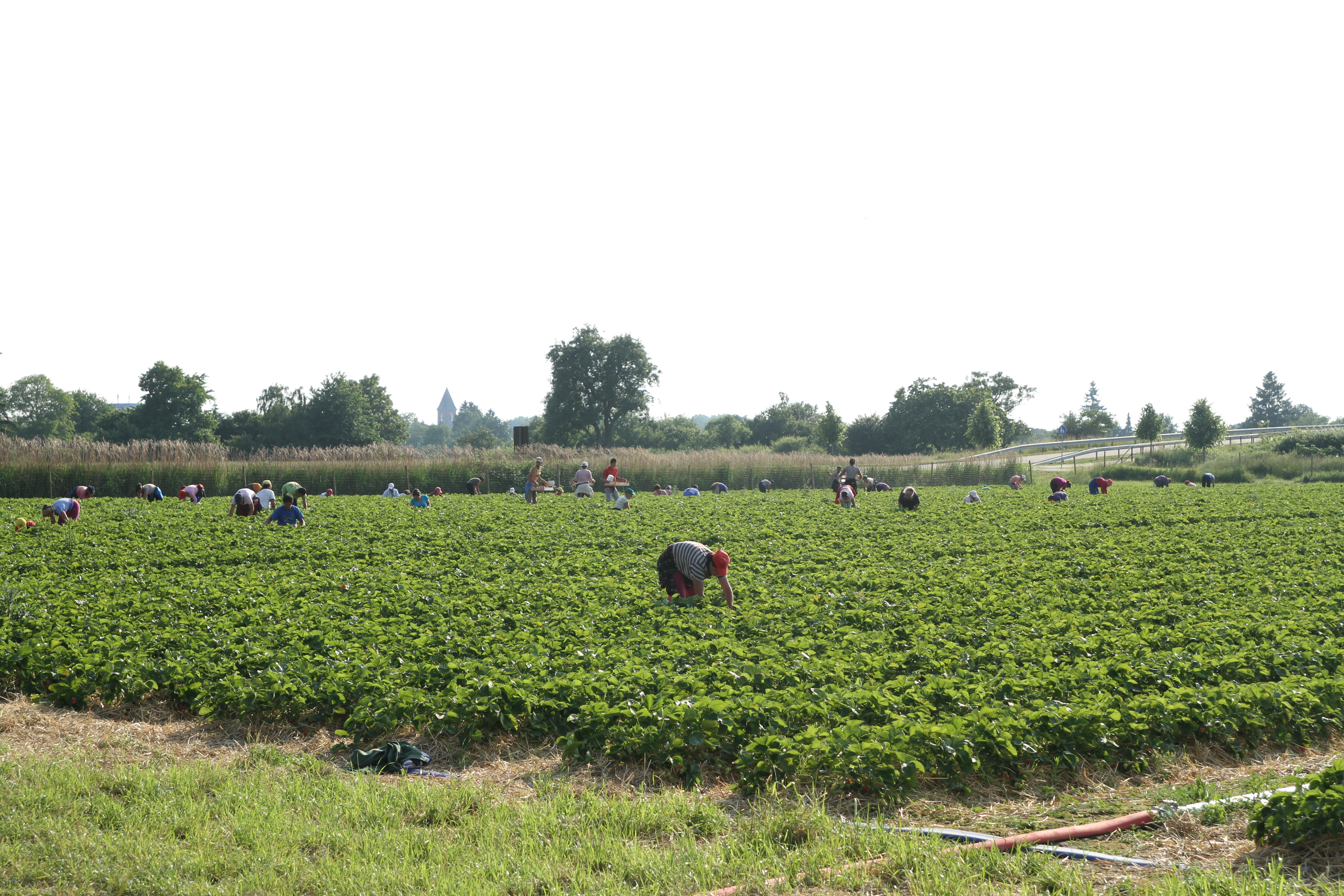
Durmersheim.

  - Fragaria corymbosa Losinsk. - Chine nord - Dioïque. Peut-être descendant de chinensis
  - Fragaria gracilis Losinsk. - Chine
  - Fragaria moupinensis (Franch.) Cardot - Yunnan, Sichuan, Tibet - Dioïque, fruit rouge-orange moyennement parfumé, ressemble à Fragaria nilgerrensis et peut-être descendant de celui-ci ou de chinensis
  - Fragaria orientalis Losinsk. - Sibérie - Dioïque ou Trioïque, fruit mou légèrement parfumé, résistance à la chaleur et à la sécheresse. Peut-être descendant de mandschurica
  - Fragaria tibetica Staudt & Dickoré - Himalayas centre et sud, Yunnan, Sichuan - Forme des folioles supplémentaires avec l'âge. Proche et peut-être descendant de pentaphylla. Stolons monopodiaux
  - Fragaria tibetica f. alba - Fruits blanc
  - Fragaria vesca tétraploïde - Obtenu par application de colchicine

- Tétraploïdes hybrides
  - [Fragaria ×intermedia] Bach - Hybride moschata - vesca - Résultat similaire dans les deux sens. Très semblable à moschata et complètement fertile.
  - Fragaria moschata × nipponica
  - Fragaria ×neglecta Lindem. - Fragaria moschata × viridis - Très semblable à moschata et complètement fertile.
  - Fragaria viridis - moschata - ressemble à moschata dans les deux sens d'hybridation

La similarité des hybrides ci-dessus s'expliquerait  par le fait que moschata serait un autohexaploïde naturel du groupe vesca/viridis/nipponica
- - Fragaria nipponica nipponica × moschata - Démontre l'homologie génomique des parents
  - Fragaria nubicola - moschata - Dans les deux sens d'hybridation caractère intermédiaire entre les parents
  - Fragaria vesca f. bracteata × f. rosea - Vigoureux et fertile, il montre des feuilles plus épaisses, plus grandes et plus crénelées que les parents.
  - Fragaria vesca × virginiana
  - Fragaria viridis × vesca - Très ressemblant à Fragaria orientalis démontrant peut-être l'origine hybride naturelle de ce dernier.

- Pentaploïdes hybrides (2n=5x=35)
  - Fragaria ×bringhurstii Staudt - Fragaria chiloensis × Fragaria vesca californica. Côtes de Californie - Dioïque, hybride naturel de grande vigueur végétative mais très faible fertilité, le plus souvent stérile et se reproduisant par voie végétative. Morphologie variable intermédiaire entre les parents. Parfois penta-, hexa- ou nonaploïdes. Également obtenu de façon artificielle par le professeur Millardet à la fin du XIXe siècle avec Fragaria vesca f. alba. L'hybridation inverse Fragaria vesca × Fragaria chiloensis ne donne généralement pas de graines viables
  - Fragaria orientalis - moschata - Effectué par Fedorova dans les années 1930. Moschata en parents mâle ou femelle donne des hybrides partiellement fertiles
  - Fragaria vesca subsp. americana × F. glauca - Stérile. L'hybridation inverse ne donne pas de graines viables
  - Fragaria vesca f. bracteata × F. virginiana - Stérile. L'hybridation inverse ne donne pas de graines viables
  - Fragaria vesca tétraploïde × moschata - Hybride vigoureux mâle fertile. Utilisé en hybridations
  - Fragaria vesca tétraploïde × F. virginiana, chiloensis, ×ananassa

- Hexaploïdes (2n=6x=42)
  - Fragaria moschata Weston - Fraisier musqué. Europe nord et centre - Trioïque. Fruit plus gros que vesca, rouge à chair blanc-jaune, à l'arôme musqué. Tolérant à l'ombre au froid et aux sols humides, très résistant aux maladies foliaires. Très cultivé sous le nom de 'Capron' avant l'apparition de Fragaria ×ananassa. Le moschata serait un allopolyploïde issu de l'hybridation naturelle d'un vesca tétraploïde avec un viridis ou un nubicola. Stolons sympodiaux

- Hexaploïdes hybrides
  - Fragaria vesca tétraploïde × virginiana × chiloensis

- Heptaploïde hybride (2n=7x=49)
  - (Fragaria × ananassa × vesca tétraploïde) ×  ×ananassa - Parfois fertile
  - Fragaria × ananassa × moschata - Partiellement fertile
  - Fragaria virginiana × moschata - Obtenu au début du XXe siècle en Allemagne par H. Solms-Laubach. L'hybride est mâle ou stérile et ressemble à moschata
  - Fragaria moschata × chiloensis - Effectué par Antoine Nicolas Duchesne au XVIIIe siècle dans le cadre des premières recherche d'hybridation des fraisiers

- Octoploïdes (2n=8x=56)
  - Fragaria chiloensis (L.) Mill. - Fraisier du Chili. Amérique ouest - Trioïque, fruit aromatique rouge-brun à chair blanche, très adaptable aux différents sols et climats même chaud et sec, tolérant au calcaire et au sel, résistant aux maladies. Porte parfois des folioles supplémentaires. Localement introgressé par ×ananassa (Californie, Chili) 
    - subsp. chiloensis (L.) Mill.
      - f. chiloensis - Chili, Pérou, Équateur - Forme à grandes végétation et à fruits blancs. Cultivé par les Amérindiens précolombiens
      - f. patagonica - Argentine, Chili - Fruits rouge

    - subsp. lucida (E. Vilm. ex Gay) Staudt - Côte ouest Amérique du Nord - Pousse dans le sable des plages
    - subsp. pacifica Staudt - Côte ouest Amérique du Nord
    - subsp. sandwicensis (Decne) Staudt - Hawaii, Maui

  - Fragaria ovalis - ouest de l'Amérique du Nord - Fruits parfumés
  - Fragaria vesca octoploïde - Par traitement à la colchicine
  - Fragaria virginiana Mill. - Fraisier de Virginie. Amérique du Nord - Trioïque, fruit rouge-pourpre à chair blanche, très adaptable aux différents sols et climats même chaud et sec. Porte parfois des folioles supplémentaires
    - subsp. glauca (S. Watson) Staudt - est de l'Amérique du Nord - Feuilles très glauques. Parfois introgressé par platypetala
    - subsp. grayana (Vilm. ex J. Gay) Staudt - Sud et centre de l'Amérique du Nord
    - subsp. platypetala (Rydb.) Staudt - Côte est de l'Amérique du Nord - Feuilles légèrement glauques. Parfois introgressé par glauca. Une population décaploïde existe en Oregon
    - subsp. virginiana - est de l'Amérique du Nord

- Octoploïdes hybrides
  - Fragaria ×ananassa Duchesne ex Rozier - Fragaria virginiana virginiana × Fragaria chiloensis chiloensis - Cette hybridation de départ a été ensuite enrichie par d'autres sous-espèces de virginiana et de chiloensis et par Fragaria ovalis. Fruit très gros, type très variable. C'est le fraisier de production industriel. Il commence à y avoir de nouveaux cultivars issus d'hybridations avec des hybrides polyploïdes de vesca et de moschata ou plus rarement d'autres espèces.
    - ×ananassa nothosubsp. ananassa - La fraise de jardin moderne issu d'hybridation en culture
    - ×ananassa nothosubsp. cuneifolia (Nutt. ex Howell) Staudt - Fragaria virginiana virginiana platypetala × Fragaria chiloensis pacifica ou lucida. Côtes est de l'Amérique du Nord - Hybride naturel spontané de plus petit développement. Des populations ré-hybridées avec Fragaria chiloensis subsp. pacifica et Fragaria virginiana subsp. platypetala existent sur la côte est des États-Unis

  - Fragaria ×ananassa × moschata octoploïde - L'autofécondation de cet hybride heptaploïde peut donner des octoploïdes
  - Fragaria ×ananassa × Fragaria vesca octoploïde - Complètement fertile
  - (Fragaria vesca × moschata) octoploïde - Un tétraploïde traité à la colchicine pour doubler le nombre chromosomique.
  - (Fragaria vesca tétraploïde × ×ananassa) × (Fragaria vesca tétraploïde × 16-ploïde) - Très vigoureux et presque totalement stérile (3 % de pollen viable)

- Nonaploïdes hybrides (2n=9x=63)
  - Fragaria ×bringhurstii - voir hybrides pentaploïdes
  - Fragaria iturupensis × ×ananassa - Très vigoureux et partiellement fertile

- Décaploïdes (2n=10x=70)
  - Fragaria cascadensis - Découvert en 2013 dans la Chaîne des Cascades, dans l'Oregon (États-Unis). Il produit des hybrides fertiles avec iturupensis, × vescana, × bringhurstii et avec les hybrides de Comarum Ce qui pourrait être intéressant pour introduire de nouveaux arômes et une résistance à certaines maladies.
  - Fragaria iturupensis Staudt - flanc est du Mont Atsonupuri des iles Kouriles - Trioïque, fleurs et fruit rouge brillant proche de Fragaria vesca et proche de virginiana glauca et iinumae par ses feuilles et son habitat
  - voir Fragaria virginiana subsp. platypetala dans les octoploïdes.

- Décaploïdes hybrides
  - Fragaria vesca × ×ananassa octoploïde - Par doublement chromosomique artificiel
  - Fragaria ×vescana Rud.Bauer & A.Bauer (Fragaria vesca tétraploïdes synthétiques × Fragaria ×ananassa) Fraisier des prés - résultat hexaploïde puis rétro-croisement avec ×ananassa les hybrides obtenus ont des nombres chromosomiques différents dont un petit pourcentage de décaploïdes fertiles. La végétation est plus vigoureuse que Fragaria ×ananassa et le fruit a un arôme proche du Fragaria vesca avec une taille intermédiaire entre les parents. Stolons sympodiaux. Plusieurs clones commerciaux sont disponibles.
  - (Fragaria vesca tétraploïde × ×ananassa) × octoploïde
  - Fragaria vesca tétraploïde × ×ananassa 16-ploïde
  - Fragaria vesca tétraploïde × virginiana 16-ploïde - Bien fertile
  - (Fragaria vesca × virginiana × chiloensis) octoploïde - Par doublement chromosomique artificiel

- Autres ploïdies. La plupart sont le résultat de traitement chimique pour augmenter artificiellement le nombre chromosomique et ne sont effectués qu'à titre expérimental.
  - 11-ploïde (2n=77)
    - hexaploïde × ((vesca × ×ananassa) × décaploïde)

  - 12-ploïde (2n=84)
    - (Fragaria vesca tétraploïde × virginiana × chiloensis)

  - 13-ploïde (2n=91)
    - Heptaploïde × moschata

  - 14-ploïde (2n=98)
    - Fragaria ×ananassa × moschata

  - 15-ploïde (2n=105)
    - pentaploïde × ((vesca × ×ananassa décaploïde)

  - 18-ploïde (2n=11x=126)
    - pentaploïde × 16-ploïde × ×ananassa

  - 32-ploïde (2n=224)

- Hybrides intergénériques avec le groupe des "potentilles"  
  - Avec Comarum palustre (2n=6x=42) - Le fraisier mis à contribution en parent femelle est soit Fragaria ×ananassa ou chiloense, soit moschata, soit vesca ou vesca semperflorens et le parent mâle est Comarum palustre. Le taux de réussite est de 0,10 % après la première année de culture. L'hybride obtenu sera généralement heptaploïde (2n=7x=49) avec 4 génomes de Fragaria et 3 de Comarum. De multiples rétrocroisements sont mis en œuvre pour transférer les gènes de "couleurs rose des fleurs" et ceux de "fruits comestibles" sur la même plante. Les fleurs sont roses plus ou moins foncé parfois presque rouges et les fruits proches de Fragaria ×ananassa. Les premiers clones sont commercialisés depuis 1989.
  - Avec Dasiphora fruticosa (2n=14, 28, 42) - Généralement avec un taux de réussite inférieur à 0,004 %.
    - Fragaria moschata × D. fruticosa - Taux de réussite très bas et toutes les plantes sont stériles. Les plantes sont tétra- ou aneuploïdes.
    - F ×ananassa × D. fruticosa - 5,4 % de réussite avec sauvetage d'embryons dont 0,86 % sont de vrais hybrides.

  - Avec Duchesnea indica (ploïdie très variable mais basée aussi sur n=7 : 2x=14, 3x=21, 4x=28, 7x=49, 8x=56, 12x=84) - Essais réussis avec Duchesnea en parent femelle et Fragaria vesca, viridis, ×hagenbachiana, nilgerrensis en mâle. Un taux de réussite très bas est constaté avec l'hybridation inverse, où peu d'achènes arrivent à maturité et les embryons sont généralement mais pas toujours sublétaux (<3,6 %).
  - Avec Potentilla glandulosa (2n=2x=14) - F. chiloensis - P. glandulosa - Hybride fertile décaploïde.
  - Avec Potentilla reptans (2n=2x=14) - Fragaria ×ananassa × Potentilla reptans - Un hybride entre ces deux espèces est signalé dans la littérature.
  - Avec Potentilla tucumanensis (2n=2x=14) - Fragaria ×ananassa × P. tucumanensis - Essai négatif.

- Hybrides intergénériques apparentés

Potentilla reptans - Duchesnea indica - La plante est vigoureuse mais ne produit qu'un appareil végétatif.

## Génétique

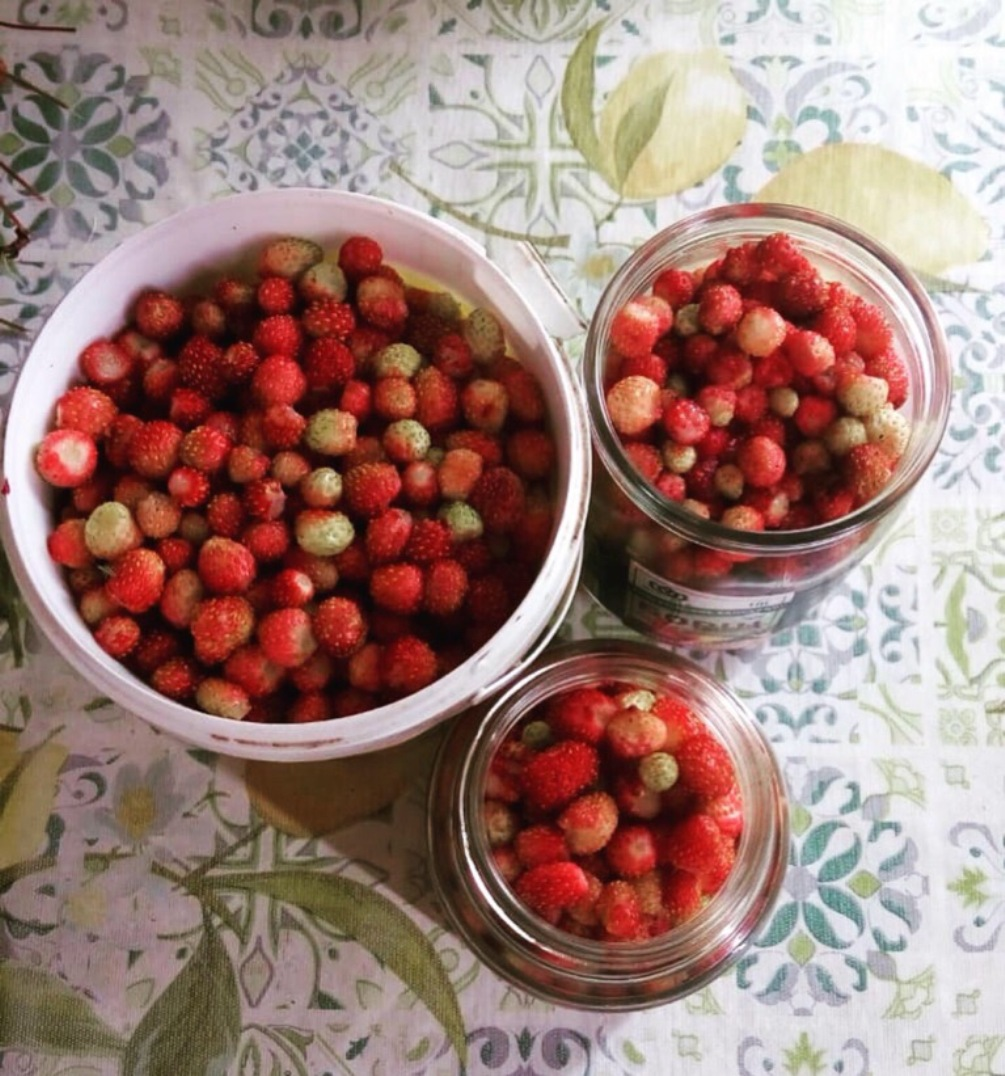
Fraises cueillies en Sibérie orientale.

Pour les octoploïdes 3 formules génomiques ont été proposées :
Model 1: AAAABBCC (Fedorova, 1946)
Model 2: AAA’A’BBBB (Senanayake & Bringhurst, 1967)
Model 3: AAA’A’BBB’B’ (Bringhurst, 1990)
D'après des analyses plus récentes les espèces devraient plutôt être groupées en trois clades X, Y et Z (nommés respectivement C, A et B d'après les recherches plus anciennes)
- groupe X (C) : F. daltoniana, F. nilgerrensis, F. nipponica, F. nubicola, F. pentaphylla, (F. bucharica ?)
- groupe Y (A) : F. mandschurica, F. vesca, F. viridis, (F. bucharica ?)
- groupe Z (B) : F. iinumae

La place de F. bucharica dans le groupe X ou Y dénote probablement son origine hybride.
Ce nouveau modèle génomique des Fragaria octoploïdes est indiqué YYY′Y′ZZZZ/YYYYZZZZ (Rousseau-Gueutin et al., 2009). (AAA′A′ BBB′B′/A′A′A′A′ BBBB (Bringhurst, 1990) dans l'ancienne notation)
Les résultats ont permis d'identifier les espèces diploïdes parentales de l'ensemble des espèces polyploïdes et de mettre en évidence une origine allopolyploïde des espèces hexaploïdes et octoploïdes
Des études montreraient en outre que le groupe F. iinumae/vesca/mandshurica pourrait être les ancêtres des octoploïdes américains.
Dans les hybridations, il semblerait que généralement l'utilisation d'espèces à ploïdie plus élevés en pollinisateurs est possible mais que l'inverse ne donne pas de résultats.
Les espèces octo et hexaploïdes pollinisées par une espèce diploïde ne donnent généralement pas de graines, alors que l'inverse donne quelques graines aux embryons généralement non viables avec les premiers et des graines sans difficultés mais produisant des plants peu développés et stériles avec les seconds.
L'hybridation d'espèces hexa et octoploïdes entre elles est facile et les plantes obtenus vigoureuses mais stériles ou parfois femelle fertile.
Moschata, Virginiana, Glauca, Chiloensis, et quelques variétés ont deux sortes de chromosomes, deux groupes avec une forme en haltère, un groupe avec une forme sphérique. Cela tient peut-être à leur origine hybride.
Des recherches sont effectuées pour augmenter la variabilité génétique des fraisiers cultivés. Pour cela, il faut des hybrides totalement compatibles avec ×ananassa donc octoploïdes. Plusieurs méthodes sont utilisées :
L'introduction de gènes de vesca et de moschata dans des variétés commerciales permettant de travailler sur le parfum du fruit.
- produire un hybride vesca moschata qui sera donc tétraploïde puis doubler le nombre de ces chromosomes
- hybridation d'un vesca tétraploïde avec un moschata ce qui donne un pentaploïde puis doublage du génome avant un rétrocroisement avec moschata

D'autres procédés sont mis en œuvre avec d'autres espèces par exemple pour la résistance aux maladies :
- hybridation d'un déca et d'un hexaploïde
- doubler les chromosomes d'un tétraploïde
- d'autres hybridations peuvent produire des octoploïdes par non-réduction à différents stades de la formation embryonnaire, ce qui n'est pas rare chez les Fragaria

Certains chercheurs recommandent d'ailleurs aux obtenteurs de toujours privilégier la production d'hybrides octoploïdes afin de faciliter les recherches et hybridations ultérieures.
Les nouveaux hybrides décaploïdes présentent cependant aussi de bonnes possibilités commerciales par exemple par leurs plus grande vigueur. Ils sont obtenus de différentes façons :
- produire un tétraploïde par mutation d'un diploïde puis l'hybrider avec un octoploïde pour obtenir un hexaploïde. Réhybrider celui-ci avec un octoploïde. Quelques-uns des hybrides obtenus sont décaploïdes.
- hybrider un diploïde et un octoploïde. Le résultat pentaploïde peut être muté en décaploïde.
- produire un 16x en doublant le nombre de chromosomes d'un octoploïde et l'hybrider avec un tétraploïde

De manière traditionnelle par la production sexuée la production d'un nouveau cultivar demande une dizaine d'années. Avec les analyses moléculaires, cette durée peut être considérablement réduite.

## Étymologie
Le terme fragaria est issu du latin fragum « fraise », pl. fraga, dérivé en -aria, suffixe signifiant « qui à la qualité de, qui appartient à » (cf. français -aire).